# Benoît Benvegnu
Benoît Benvegnu est un footballeur français né le 18 janvier 1985 à Montauban. Il évolue au poste de gardien de but.

## Biographie
Il est formé au Toulouse FC où il officie en tant que doublure de Nicolas Douchez.
Il joue son premier match le 21 janvier 2007 contre l'AS Monaco (0-2) à la suite de l'expulsion de Nicolas Douchez. Pour sa première titularisation en Ligue 1, il stoppe un penalty du Niçois Lilian Laslandes.
Après l'arrivée de Rudy Riou au Toulouse FC, il signe en juin 2007 à l'Amiens SC pour deux ans.
Le 22 juin 2009, il s'engage pour deux saisons avec le Vannes OC, après le départ de Benoît Costil à Sedan et celui de Christophe Revel au Stade rennais comme entraîneur des gardiens. Il est aussi associé à Gérard Gnanhouan, ex-Sochalien. Barré par Guillaume Gauclin la saison suivante, il n'apparaît pas avec le groupe professionnel et rompt son contrat en décembre 2010.